# Verbascum ordymnense
Verbascum ordymnense är en flenörtsväxtart som beskrevs av Karl Heinz Rechinger. Verbascum ordymnense ingår i släktet kungsljus, och familjen flenörtsväxter. Inga underarter finns listade i Catalogue of Life.